# LaSalle (Automarke)
LaSalle war der Name einer unter Cadillac-Ägide von 1927 bis 1940 geführten Marke des US-amerikanischen Automobilkonzerns General Motors.

## Geschichte
General Motors-Chef Alfred P. Sloan machte gegen Mitte der 1920er-Jahre im umfangreichen Autoangebot des Konzerns eine Lücke zwischen der Spitzenmarke Cadillac und Buick aus, die durch eine neue Marke gefüllt werden sollte.
Unter Federführung von Cadillac wurde daraufhin der LaSalle (benannt nach Robert Cavelier de La Salle, einem französischen Entdecker des 17. Jahrhunderts) entwickelt, der im März 1927 erschien und bei Cadillac gebaut wurde. Der Karosserieentwurf des LaSalle stammte aus der Hand von Harley Earl und gilt als Beispiel einer bewusst auf Wirkung statt auf pure Funktionalität hin gestalteten Autokarosserie. Earl wurde nach dem Erfolg seines LaSalle bei GM fest eingestellt und 1928 zum Leiter der Art and Colour Section berufen, der ersten Designabteilung eines Automobilunternehmens.
Von der Wirtschaftskrise in Folge des New Yorker Börsencrashs im Herbst 1929 wurden alle Autohersteller stark in Mitleidenschaft gezogen, so auch LaSalle. Während sich aber in vielen Fällen der Absatz ab Mitte der 1930er-Jahre wieder spürbar erholte, erreichte LaSalle nach Ansicht der GM-Chefs nicht die Verkaufszahlen, die eine Weiterführung der Marke gerechtfertigt hätten. Im Sommer 1940 wurde die Marke aufgegeben; an ihre Stelle trat mit dem Cadillac Series 61 ein preiswerteres Cadillac-Einstiegsmodell.

## Series 303-345 C (Modelljahre 1927–1933)

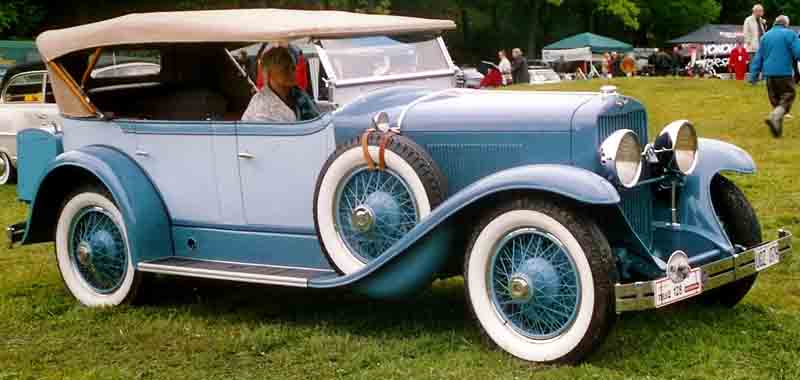
LaSalle Phaeton, 1928

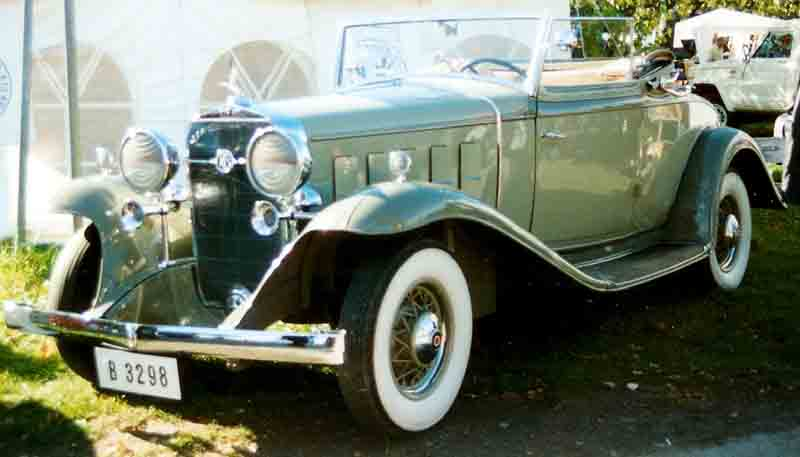
LaSalle Series 345-B Cabriolet, 1932

Im März 1927 lancierte Cadillac den selbst entwickelten LaSalle (Series 303) als eigenständige Marke unterhalb der eigenen Modelle. Angeboten wurden auf zwei Radständen (125 bzw. 134 Zoll) 11 verschiedene offene und geschlossene Varianten mit Fisher-Karosserien und (nur auf dem kurzen Radstand) 4 Versionen mit Aufbauten des  Karosserieherstellers Fleetwood. Beide Unternehmen waren kurz zuvor in GM-Besitz übergegangen. Die LaSalle-Modelle kosteten zwischen 2495 und 4700 Dollar und damit um einige Hundert Dollar weniger als die etwas größeren und stärkeren Cadillac-Modelle.
Die Technik ähnelte stark der von Cadillacs eigenen Modellen. Angetrieben wurde der LaSalle von einem neuen Fünfliter-V8 (Bohrung × Hub: 79,4 × 125,4 mm, Gabelwinkel 90°), der sich vom bisherigen Cadillac V8 konstruktiv unterschied, dessen Merkmale aber bald für den größeren Cadillac-V8 übernommen wurden. 4,8:1 verdichtet kam diese Maschine auf eine Leistung von 75 PS. Das Schaltgetriebe hatte drei Gänge. Auch das Fahrwerk war mit blattgefederten Starrachsen vorn und hinten und mechanisch betätigten Vierradbremsen am damals üblichen Standard orientiert.
1928 entfielen einige Modellvarianten; Fisher lieferte aber neue Basismodelle (Coupé und Limousine), die jeweils 2350 Dollar kosteten. Fleetwood stellte nur noch drei verschiedene Town-Cabriolets auf dem kurzen oder langen Radstand zur Verfügung. Die vorderen Trommelbremsen wurden im Durchmesser auf 16 Zoll vergrößert.
1929 erschien die Series 328 mit auf 5,4 Liter (328 Kubikzoll) vergrößertem V8. Alle Modelle, außer dem Roadster und dem offenen Phaeton-Viersitzer, basierten nun auf dem längeren Radstand. Fleetwood nahm zusätzlich einen fünftürigen Imperial Sedan mit Trennscheibe in die Produktion. Alle Ausführungen erhielten zwei elektrische betriebene Scheibenwischer und Scheiben aus Sicherheitsglas.
1930 (Series 340) entfielen die Modelle auf kurzem Radstand und die Karosserien näherten sich stilistisch den Cadillac-Modellen an. Den Antrieb übernahm nun der fast unverändert aus dem Cadillac Series 341 der Jahre 1928/29 übernommene 5,6-Liter-V8.
1931 bis 1933 (Series 345-A, -B und -C) tat der unveränderte V8 aus dem Cadillac Series 353 bzw. Series 355 im LaSalle Dienst. Das Modellangebot wurde 1932 auf 4 Modelle mit Fisher-Karosserie (Radstand 330,2 cm: Coupé, Cabriolet, Town Coupé und Limousine) sowie 3 Fleetwood-Ausführungen auf längerem Radstand (345,4 cm: Sedan, Town Sedan und Imperial Sedan) reduziert. 1933 wurden die Karosserien mit seitlich heruntergezogenen Vorderkotflügeln und weiteren Details modernisiert.
| Daten LaSalle (1927–1933) |               |               |               |            |                  |              |           |
| Modelljahr                | Hubraum (cm³) | Leistung (PS) | Radstand (cm) | Länge (cm) | Leergewicht (kg) | Preis (US-$) | Stückzahl |
| 1927                      | 4966          | 75            | 317,5–340,4   | 470–499    | 1705–2310        | 2495–4700    | 12.000    |
| 1928                      | 4966          | 75            | 317,5–340,4   | 470–499    | 1705–2310        | 2350–4900    | 14.806    |
| 1929                      | 5376          | ca. 80        | 317,4–340,4   | 470–499    | 1807–2322        | 2295–4900    | 22.961    |
| 1930                      | 5573          | 90            | 340,4         | 512        | 1986–2204        | 2490–3995    | 11.005    |
| 1931                      | 5786          | 95            | 340,4         | 513        | 1968–2186        | 2195–3245    | 10.103    |
| 1932                      | 5786          | 115           | 330,2–345,4   | 518–533    | 2097–2294        | 2395–2795    | 3.290     |
| 1933                      | 5786          | 115           | 330,2–345,4   | 518–533    | 2118–2274        | 2245–2645    | 3.381     |

## Series 50/52 (Modelljahre 1934–1940)

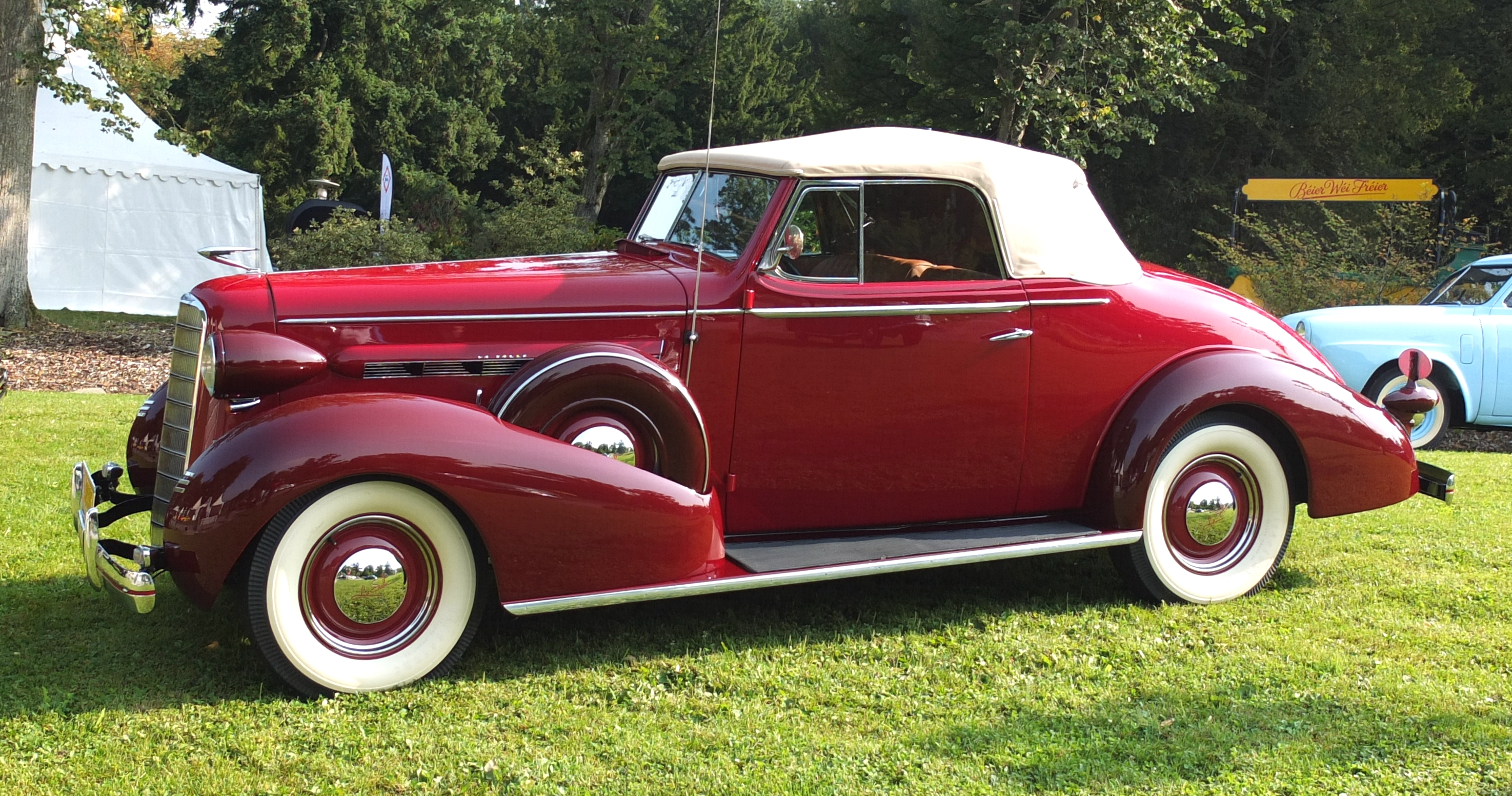
LaSalle Roadster, 1936

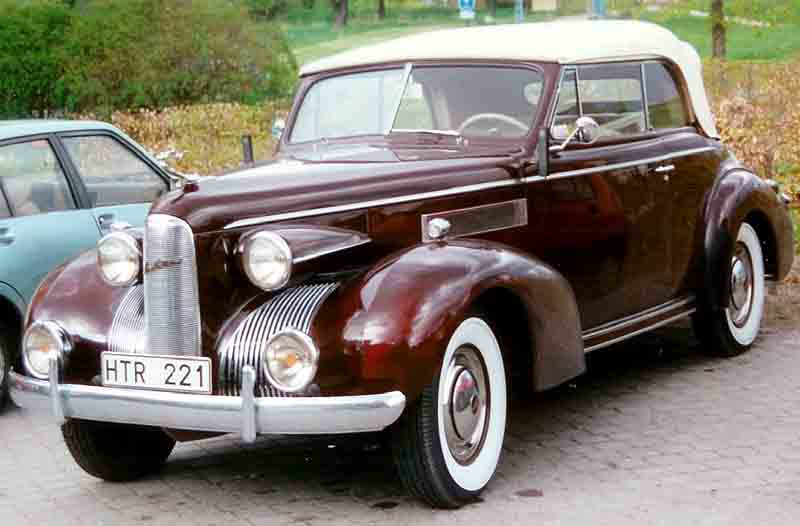
LaSalle Series 50 Cabriolet, 1939

Ab Modelljahr 1934 verfolgte General Motors mit dem LaSalle ein neues Konzept. Er wurde von der Technik der Cadillac-Modelle abgekoppelt und mit Komponenten anderer GM-Marken versehen. Der LaSalle sollte billiger werden als ein Cadillac, um den Absatz durch die günstigeren Preise zu beleben und Cadillac damit über die Absatzkrise der Rezessionszeit zu helfen.
Dieser neue Series 50 (oder Model 350) erschien im Januar 1934, ruhte auf einem neuen X-förmigen Stahlrohrrahmen und hatte unabhängig aufgehängte Vorderräder, Dreiganggetriebe und einen neuen 3,9-Liter-Reihenachtzylindermotor, der zwar bei Cadillac montiert wurde, tatsächlich aber von Oldsmobile stammte. Auf einem Radstand von 302,3 cm wurden fünf verschiedene Fleetwood-Karosserien angeboten: Limousine, Club Sedan, Cabriolet, Coupé und viertüriges Cabriolet. Die Preise begannen nun bereits bei 1595 Dollar.
1935 stammten sämtliche Karosserien von Fisher und bekamen das neue „Turret Top“-Ganzstahldach. Das Angebot umfasste nur noch Coupé, Cabriolet und zwei- und viertürige Limousine. Der Reihenachtzylinder wurde mit leicht verlängertem Hub auf 4,1 Liter vergrößert, der Radstand um 2,5 cm verlängert und der Preis weiter gesenkt (jetzt ab 1225 Dollar).
1936 gab es praktisch keine Änderungen, 1937 erhielt der LaSalle wieder einen Cadillac V8, nämlich den im Vorjahr im Cadillac Series 60 erschienenen 5,3-Liter. Zugleich wurde der Radstand um 10 cm verlängert und die Karosserien wurden überarbeitet, etwa mit höher gezogenen vorderen Kotflügeln. 1939 erhielt der LaSalle eine neue Frontpartie mit sehr schmalem Kühlergrill und seitlichen Zusatzgrills an den „Catwalks“, den Übergängen zwischen Kotflügeln und Karosseriekörper. Unter der Bezeichnung „Sunshine Turret Top“ war ein Schiebedach lieferbar; der Aufpreis betrug 40 Dollar.
Der letzte LaSalle (Series 50 bzw. 52) mit etwas kürzerem Radstand wurde im Oktober 1939 eingeführt. Neu war die Series 52 mit abgeänderter Karosserie, stärker nach hinten geneigter Windschutzscheibe, gebogener Heckscheibe und runderem Heck.
Ein Modelljahrgang 1941 wurde zwar noch geplant, aber nicht in Produktion genommen.
| Daten LaSalle Series 50/52 (1934–1940) |               |               |               |            |                  |              |           |
| Modelljahr                             | Hubraum (cm³) | Leistung (PS) | Radstand (cm) | Länge (cm) | Leergewicht (kg) | Preis (US-$) | Stückzahl |
| 1934                                   | 3939          | 95            | 302,3         | 511        | 1712–1794        | 1595–1695    | 7.218     |
| 1935                                   | 4065          | 105           | 304,8         | 508        | 1574–1640        | 1225–1325    | 8.653     |
| 1936                                   | 4065          | 105           | 304,8         | 508        | 1574–1640        | 1175–1255    | 13.004    |
| 1937                                   | 5278          | 125           | 315           | 511        | 1665–1744        | 995–1485     | 32.005    |
| 1938                                   | 5278          | 125           | 315           | 511        | 1665–1744        | 1295–1820    | 15.501    |
| 1939                                   | 5278          | 125           | 304,8         | 515        | 1647–1712        | 1323–1895    | 23.028    |
| 1940                                   | 5278          | 130           | 312,4         | 525–535    | 1676–1862        | 1240–1895    | 10.382    |